# Всё это и есть любовь
| Оценки критиков | Оценки критиков |
| Источник        | Оценка          |
| --------------- | --------------- |
| InterMedia      | [ 1 ]           |

«Всё это и есть любовь» — восьмой студийный альбом российской рок-группы «Секрет», выпущенный в 2014 году. Пластинка стала первой за 25 лет, которая была записана в классическом составе Леонидов—Фоменко—Заблудовский—Мурашов.
Альбому предшествовал мини-альбом (макси-сингл) «Секрет 30», выпущенный к 30-летию группы в апреле 2013 года; в него вошло 5 композиций альбома и акустическая версия песни «Всё это и есть любовь».

## Об альбоме
Студийная работа длилась весь 2013 год. В качестве саунд-продюсера был приглашён мультиинструменталист, аранжировщик, композитор и звукорежиссёр Владимир Густов. Запись проходила на его студии Favorite Studios. Кроме того, Густов является участником коллектива Леонидова «HippoBand».
Песни мы писали совместно — и в основном по Интернету. При этом мы очень часто находились в разных странах и даже частях света. Андрей, например во Франции. Я – то в Индии, то в Испании. Фома — то в Германии, то вообще бог знает где.Максим Леонидов
Новый альбом был представлен группой публике 22 апреля в БКЗ Санкт-Петербурга, а 26 апреля — в московском Crocus City Hall.
В середине апреля 2013 года музыкальный журналист Александр Беляев отметил сходство презентованной в марте песни «Всё это и есть любовь» с композицией Tzilo Shel Yom Kayitz («Тень в летний день», צילו של יום קיץ) израильского рок-музыканта Ицхара Ашдота. Ашдот известен своей музыкальной деятельности с 1973 года и как участник группы T-Slam. Лейбл Navigator Records подтвердил сходство, указав: «авторство песни принадлежит: музыка Ицхар Ашдот (Izhar Ashdot) и Максим Леонидов, слова М. Леонидов».
В июле 2013 года вышел видеоклип на песню Леонидова-Фоменко «Забей!». Песня «На любой стороне Земли» вошла в саундтрек фильма «Ёлки 3» (2013) и на неё также снят клип, участниками которого стали больше восьми тысяч человек из 11 городов — Санкт-Петербурга, Уфы, Магнитогорска, Краснодара, Екатеринбурга, Перми, Воронежа, Иркутска, Алма-Аты (Казахстан), Владикавказа и Калининграда.
В апреле 2014 года на лейбле Navigator Records вышел альбом «Всё это и есть любовь». Большинство новых композиций было написано совместно Ленидовым и Фоменко, так Леонидов отметил:

Дело было так: я написал куплет и отправил его Николаю. Он, в свою очередь, прислал мне текст припева. Этот процесс проходил синхронно: пока он писал припев, к нему уже летел куплет. И наоборот. В былые времена мы и по телефону сочиняли песни, но с современными технологиями стало гораздо удобнее.

Презентация альбома состоялась в рамках московского и петербургского концертов в апреле 2014 года.
В 2022 году кавер на заглавную композицию вошёл в мюзикл «Ничего не бойся, я с тобой» по песням группы и в саундтрек к нему.

## Список композиций

### Альбом «Всё это и есть любовь»
Музыка и слова — Максим Леонидов и Николай Фоменко, если не указано иное.
Все песни написаны и аранжированы группой, кроме треков 3 (музыка — Леонидов и И. Ашдот) и 11 (слова — С. Миров).
| №                   | Название                 | Текст песни             | Музыка                  | Длительность |
| ------------------- | ------------------------ | ----------------------- | ----------------------- | ------------ |
| 1.                  | «Самолёты-поезда»        |                         |                         | 3:52         |
| 2.                  | «Серенада»               | Леонидов / Заблудовский | Леонидов / Заблудовский | 3:59         |
| 3.                  | «Всё это и есть любовь»  | Леонидов                | Леонидов / И. Ашдот     | 3:37         |
| 4.                  | «Знаешь, это будет»      | Мурашов                 | Мурашов                 | 3:24         |
| 5.                  | «Гад Иванов»             |                         |                         | 3:28         |
| 6.                  | «Забирай моё сердце»     |                         |                         | 4:11         |
| 7.                  | «Двое»                   | Мурашов                 | Мурашов                 | 3:56         |
| 8.                  | «Забей»                  | Леонидов                | Леонидов / Фоменко      | 4:05         |
| 9.                  | «Я закрываю глаза»       | Заблудовский            | Заблудовский            | 3:52         |
| 10.                 | «Лети»                   |                         |                         | 3:25         |
| 11.                 | «Пододеяльник»           | С. Миров                | Заблудовский / Фоменко  | 4:27         |
| 12.                 | «На любой стороне земли» |                         |                         | 8:06         |
| Общая длительность: | Общая длительность:      | Общая длительность:     | Общая длительность:     | 50:35        |

### Макси-сингл «Секрет 30»
| №  | Название                           | Длительность |
| -- | ---------------------------------- | ------------ |
| 1. | «Всё это и есть любовь»            | 3:39         |
| 2. | «Серенада»                         | 4:01         |
| 3. | «Самолёты - поезда»                | 3:54         |
| 4. | «Забирай моё сердце»               | 4:13         |
| 5. | «Забей»                            | 4:07         |
| 6. | «Всё это и есть любовь (акустика)» | 3:57         |

## Участники записи
- Максим Леонидов — ритм-гитара, клавишные, лид-вокал, бэк-вокал
- Николай Фоменко — бас-гитара, лид-вокал, бэк-вокал
- Андрей Заблудовский — соло-гитара, лид-вокал, бэк-вокал
- Алексей Мурашов — барабаны, лид-вокал
- Владимир Густов — музыкальный продюсер, гитара, программирование;

- Favorite Studios — запись, сведение, мастеринг;
- Марат Хайрутдинов — директор.

## Критика
Алексей Мажаев в своей рецензии (2014) для информационного агентства InterMedia отметил:
«Поклонники бит-квартета «Секрет» ждали нового номерного альбома с 1989 года. В течение этого времени их слегка утешали пластинки бит-трио «Секрет», сольные диски Максима Леонидова и иногда юбилейные концерты ленинградской четвёрки. И вот альбом бит-квартета вышел. Однако выход не получил раскрутки, можно было предположить, что работа вышла настолько никчёмной, что про неё лишний раз упоминать неловко, а уж тем более рекомендовать. Однако прослушивание подтвердило эту версию лишь отчасти.
Мало кто ожидал, что новинка затмит песни «Алиса», «Привет», «Именины у Кристины», «Ленинградское время» или хотя бы сравнится с ними. Но вот то, что материал альбома по большому счёту не убедил поклонников четвертьвекового ожидания, — разочаровывает всерьёз. Композиторская и исполнительская манера Леонидова изучена вдоль и поперёк на его сольниках, и чего-то нового он в этом отношении не предлагает. Можно было сделать некоторые ставки на совместную «химию» Макса и Фомы, однако на деле это свелось к тому, что к леонидовской интеллигентной манере в некоторых вещах добавляется нагло-ворчливый голос Фоменко. Кстати, вариации на тему «Твой папа был прав» странновато смотрятся сегодня в устах взрослого успешного бизнесмена, как и рифма «в жопу паяльник — пододеяльник». Стоило ли городить огород с воссоединением, если пластинка в конечном итоге больше всего напоминает обычную работу Леонидова, ностальгически усиленную гостевым участием бывших коллег?
В качестве леонидовского сольника к альбому вообще бы не было претензий, ибо планку мелодизма, мудрости и иронии диск вполне выдерживает. Хитов чуть меньше, чем хотелось бы, однако для многих других исполнителей даже наличие заглавной песни, треков «Гад Иванов», «На любой стороне Земли» и «Я закрываю глаза» было бы успехом. Но от бит-квартета «Секрет», пусть и постаревшего на 25 лет, всё-таки ждёшь большего. Лучшими на альбоме оказываются тихие песни — «Двое» (автор Алексей Мурашов) и «Лети», причём обе непохожи на типичные «секретовские» хиты. Оказывается, ставка на ностальгию и старых коней играет не всегда — порой побеждают тёмные лошадки».